# 濱海布洛涅 (布宜諾斯艾利斯省)

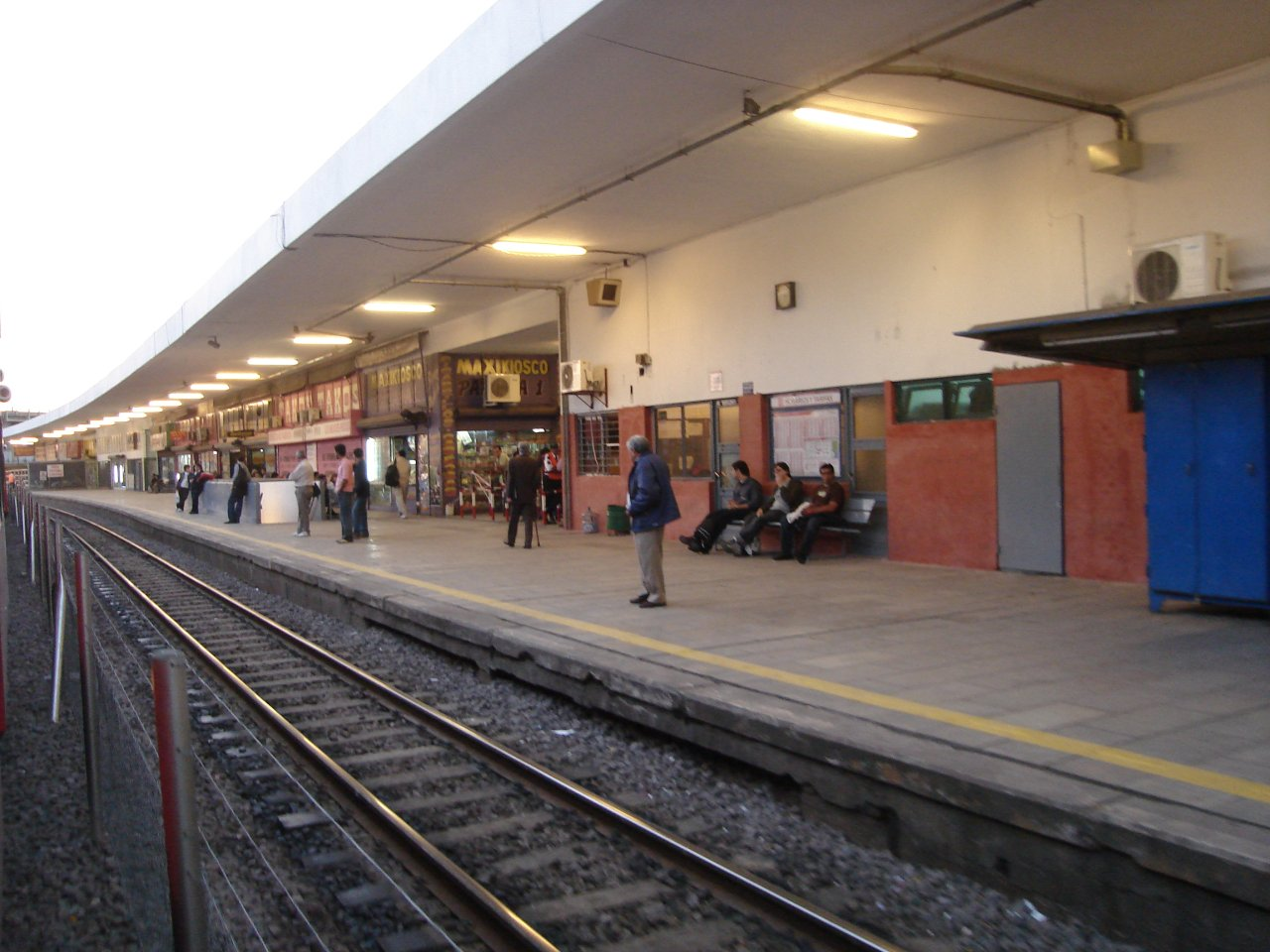
濱海布洛涅

濱海布洛涅（Boulogne Sur Mer）是阿根廷的城市，以法国同名城市命名，位於該國東部，距離首都布宜諾斯艾利斯16公里，由布宜諾斯艾利斯省負責管轄，海拔高度16米，2001年人口73,496。

## 外部連結
- （西班牙文） Boulogne History